# 2353 Alva
A 2353 Alva (ideiglenes jelöléssel 1975 UD) a Naprendszer kisbolygóövében található aszteroida. Paul Wild fedezte fel 1975. október 27-én.